# Marvel Zombies Return
Marvel Ƶombies Return (Marvel Zombis: El Regreso en España y El Regreso de los Zombis Marvel en México) es una Historieta Estadounidense publicado por Marvel Comics en 2009, perteneciente a la saga Marvel Ƶombies, Donde los héroes y villanos de la franquicia son transformados en Zombis devoradores de carne.
Este cómic es una continuación directa de la línea argumental de Marvel Ƶombies II, tras haber sido transportados desde su universo origen (Tierra-2419) a uno alternativo, Denominado "Tierra-Z".

## Argumento
La historia empieza con Uatu, El Vigilante, que explica el origen y peligro del virus zombi, y busca a los zombis que fueron transportados por Malcolm, dando por fin con el paradero de El Hombre-Araña; presencia el momento en que Peter Parker se encuentra en la Universidad y se ha dado cuenta de que perdió sus poderes cósmicos obtenidos al consumir a Silver Surfer y a Galactus, viéndose obligado a usar su sistema sanguíneo como redes para balancearse.
Spider-Man, al percatarse de la existencia de la Tabla de la Juventud, acude a la Universidad donde está expuesta para intentar curar el virus zombie. Los Seis Siniestros (enviados por el Kingpin) invaden el lugar atacando a los presentes (entre ellos Mary Jane, Gwen Stacy y Harry Osborn) y El Hombre-Araña intenta detenerlos sin comérselos, pero tras oler la sangre animal de Kraven el Cazador no resiste el hambre, así que lo mata y consume. Los otros Siniestros quedan anonadados de la conducta de El Hombre-Araña, que termina comiéndose a todos los Siniestros, menos a El Hombre de Arena, quien huye muy asustado.
El Kingpin roba la tabla de la juventud, pero al ver que los Siniestros no detuvieron a Araña, decide atacarlo. Hombre-Araña Zombi derrota a Kingpin, quien termina siendo devorado por el primero, mientras sus secuaces huyen con la tabla. Al mismo tiempo, El Hombre-Araña, no Zombi de ese Universo, se encuentra con Flintheart Marko, quien al creer que este se trata del Hombre-Araña Zombi, lo ataca salvajemente hasta matarlo y huye de la escena. El Hombre-Araña Zombi Aparece en Escena y se sorprende al Descubrir que los restos de los Siniestros se levantaron y devoraron a sus amigos y, muy molesto por esto, los destroza por completo. Sintiéndose responsable por todo lo acontecido, El Hombre-Araña Zombi, muy Enfurecido consigo mismo, se arranca la piel y se marcha. Al ver esto, Uatu trata de contactar a sus hermanos Vigilantes para hacer algo al respecto, pero es invadido y devorado por Giant-Man, quien ve en el laboratorio de Uatu la oportunidad de buscar nuevos mundos.
Luego de dos años de eso, El Hombre Gigante aparece en un edificio de las industrias de Tony Stark de ese Universo. Tony se encuentra muy ebrio y, cuando El Hombre Gigante comienza a infectar empleados de las Industrias Stark, el primero no solo no encuentra su armadura de Hombre de Acero, sino que debido a su mal estado es el guardia y buen amigo de Tony, Rodey, quien debe ponérsela para combatir a los zombis. Sin que nada pueda hacer, Anthony observa como su asistente Pepper Potts es infectada. Tony bebe una botella de licor y permite que los zombis lo coman, llevándose algunos con él. Rodey pide ayuda a las autoridades, autonombrándose como el nuevo Iron Man.
Un tiempo después la mutante intangible Kitty Pride busca a Wolverine, pero es perseguida por ninjas de la mano, aparece Wolverine zombi que Mata y devora a los Ninjas. Luego intenta hacer lo mismo con Kitty, pero es rescatada por El Hombre-Araña Zombi, quien le explica la razón de los zombis y la lleva a su laboratorio, donde le dice que está trabajando en una cura; ella descubre que él también es zombi, pero le pide que confíe en él, dándole una vara que, insertándosela en la nuca, podría matarlo. El Wolverine zombi ataca a ciudadanos siendo detenido por Sunfire, pero siendo devorado al intento, él entra a un club de pelea donde se encuentran Shang-Shi, Puño de Acero y Electra, entre otros artistas marciales, héroes que terminan muriendo a manos del Wolverine Zombi, aparece el Wolverine de ese Universo, pero también aparecen los ninjas de la mano convertidos en zombis, a los cuales matan. El Wolverine Normal mata al Wolverine Zombi y Araña dice, que necesita la sangre del Wolverine sano para crear una cura y se va, viendo también que ese Wolverine fue mordido.
Muchos años después, ocurren los sucesos de Planet Hulk, donde los Iluminati, esta vez Rodey es Hombre de Acero, envían a La Masa a un Planeta distante, donde La Masa hizo amigos y reinó. Siendo destruido el planeta, Hulk y sus compañeros buscan venganza y van primero a la luna azul a pelear con Rayo Negro, pero se encuentran un pueblo devastado y a un Rayo Negro y medusa convertidos en zombis además del Hombre Gigante Original; los zombis terminan devorando a los warbounds menos a Chloe. La Masa la salva, pero se da cuenta de que fue mordido y este se come a Chloe. La Masa llega a la tierra y empieza a devorar humanos. Los Iluminati envían al Virgía Pelear con él y ambos terminan convirtiéndose en humanos en la pelea; el Bruce Banner Zombi muerde a Robert Reynolds, convirtiéndolo en Sentry Zombi y diciendo, que trabajaran juntos para devorar todo a su paso, El Hombre Araña, percatado de esto, decide reunir a héroes para combatirlo.
Muchos años más tarde, los únicos zombis sobrevivientes forman a los Vengadores siendo estos: Sentry, Moon Knight, Thundra, Namor, Quicksilver, Super-Skrull (incluso puso como de trofeo a tres superhéores No-Muertos La Avispa, Pantera Negra y Luke Cage), quienes han devorado casi todo en el universo, contactan a El Hombre Gigante para saber si puede activar el portal interdimensional de Uatu, pero este dice que necesita más tiempo, una alarma avisa a los vengadores zombi de la presencia de carne en tierra salvaje, pero al llegar solo se trata de un dedo, aparecen los nuevos vengadores conformados por El Hombre-Araña, La Masa, Wolverine y Hombre de Acero. Quienes empiezan una batalla donde los vengadores detectan la cápsula que Spidey tenía en la espalda y suponen que se trata de la cura en la que ha trabajado. Intentan quitársela, pero todos son transportados al laboratorio de Uatu por Henry Pym, quien encierra al Virgía en una cápsula, diciéndole que él era la forma de abrir un portal dimensional.
El Hombre-Araña abre la cápsula liberando la cura en forma de arena, la cual se levanta como El Hombre de Arena y mata a todos los zombis. El Hombre-Araña Muere feliz por haber vengado a su tía May y a M.J. Aparece Uatu, quien dice que no pudo ser devorado, pues él es solo energía y dice, que "esté mal nunca terminará, pues nunca empezó y el hambre nunca estará satisfecha, así que dejemos que se devore a sí misma". Luego, envía al Vigía al Momento justo donde todo empezó, cuando empieza a infectar a los Vengadores, reiniciando todo lo ocurrido.